# Горемыки (сериал)
Горемыки — сатирический кукольный сериал, выходивший в 2022 году в онлайн-кинотеатре Premier и на телеканале 2х2.

## Сюжет
Трое соседей, Гоша, Никита и Ефим Маратович, решая бытовые конфликты, оказываются втянуты в абсурдные ситуации: инопланетное вторжение, соперничество с древним египетским богом, полёт в космос, побег из загробного мира и даже арест настоящего Деда Мороза.

## Эпизоды
После премьеры сериала в онлайн-кинотеатре Premier были доступны три эпизода — выход последующих был досрочно приостановлен руководством сервиса.

## Актёры

### Первый сезон
- Сергей Беляев
- Роза Хайруллина
- Варвара Шмыкова
- Мария Смольникова
- Сергей Пирро
- Николай Ковбас
- Николай Дроздовский
- Мария Романова
- Сергей Гостюжев
- Артур Павленко (посетитель бара)
- Джалил Асретов (бог Ра)
- Юрий Быков (режиссёр) сосед
- Артур Овидиенко
- Степан Абрамов
- Григорий Меликбекян бездомный
- Валентина Кучинская женщина с кошкой
- Михаил Апальков
- Юлия Мандрико
- Екатерина Степанова
- Любовь Рубцова
- Елена Брыткова
- Дарья Пескова
- Маргарита Закович
- Александр Сухинин
- Вадим Руденко
- Валерия Лиц
- Илья Константинов

## Создание
Съёмки начались 7 сентября 2021 года.
В интервью 2x2 создатели сериала рассказали, что каждый эпизод сериала — это реально произошедшая с ними история. Также в материале подчёркивалось, что сериал мог называться «Хмыри и Бедолаги», но позже всё-таки остановились на варианте «Горемыки».
16 сентября 2022 года сериал полностью исчез из онлайна кинотеатра Premier. По словам представителей сервиса, выход острой сатиры (на фоне кризиса, связанного с вторжением России в Украину) оказался неуместен.

## Восприятие
Некоторые обозреватели назвали сериалом кукольным «Южным Парком».